# South Park: The Stick of Truth
South Park: The Stick of Truth é um jogo eletrônico do gênero RPG de 2014, desenvolvido pela Obsidian Entertainment, com a colaboração de South Park Digital Studios, e publicado pela Ubisoft para PlayStation 3, Xbox 360 e Microsoft Windows. Baseado na série de desenho animado estadunidense South Park, o jogo é centrado no personagem "Novato" (New Kid, no original) que se muda para a cidade de mesmo nome, envolvendo-se em uma épica guerra de fantasia RPG entre seres humanos, magos e elfos, que estão lutando pelo controle de um objeto super poderoso, o Cajado da Verdade (Stick of Truth, no original). O jogo sai completamente fora do controle, levando-os em conflitos com alienígenas, zumbis nazistas e gnomos, ameaçando a cidade à destruição.
O jogo é jogado a partir de uma perspectiva de 2,5D em terceira pessoa, imitando a estética do desenho animado. O Novato pode explorar livremente a cidade de South Park, interagindo com personagens e realizando missões, bem como acessar novas áreas ao progredir pela história principal. Selecionando um dos quatro arquétipos de personagens, Guerreiro, Ladino, Mago e Judeu, cada uma oferecendo habilidades próprias, o Novato e um grupo de personagens de apoio usam uma variedade de ataques corpo-a-corpo, de longo alcance e peidos mágicos para combater seus inimigos.
O desenvolvimento começou em 2009, após os criadores de South Park, Trey Parker e Matt Stone, abordarem a Obsidian com a ideia de fazer um jogo RPG projetado para refletir exatamente a série de televisão. Parker e Stone estiveram envolvidos ao longo da produção do jogo: eles escreveram o enredo, foram consultados sobre o projeto e, como na série da TV, dublaram  vários personagens. South Park: The Stick of Truth teve uma produção turbulenta; após a falência da produtora original, THQ, os direitos do jogo foram adquiridos pela Ubisoft no início de 2013, a data de lançamento foi adiada várias vezes a partir da data programada em março de 2013 até o lançamento em março de 2014.
South Park: The Stick of Truth foi objeto de censura em algumas regiões devido ao seu conteúdo, que inclui abortos e imagens nazistas; Parke e Stone substituíram as cenas com explicações detalhadas sobre o que acontece em cada cena. O jogo foi lançado com críticas positivas, que elogiou o roteiro de comédia, o estilo visual e a fidelidade ao material de origem. Por outro lado, foram criticados a falta de combates desafiadores e dificuldades técnicas que retardavam ou impediam o progresso. A sequência, South Park: The Fractured but Whole, foi lançada em outubro de 2017.

## Jogabilidade
South Park: The Stick of Truth é um RPG de perspectiva 2,5D em terceira pessoa. O jogador controla o Novato enquanto ele explora a cidade fictícia de South Park. O jogador pode se deslocar livremente pela cidade, embora algumas áreas permaneçam inacessíveis até que pontos específicos da história sejam alcançados. Personagens notáveis da série - incluindo Cartman, Butters, Stan, Kyle, e Kenny - se unem ao Novato e o acompanham em suas missões, mas apenas um personagem pode ser ativado por vez. O jogo possui um sistema de viagem rápida, permitindo ao jogador chamar o personagem Timmy para ser rapidamente transportado para outra estação de viagem rápida já visitada anteriormente. No começo do jogo, o jogador deve escolher entre quatro arquétipos: Guerreiro, Ladrão, Mago - que representam tipos característicos dos jogos de fantasia - e Judeu. O Judeu se especializa no "Judai-kwon-dô" ("Jew-jitsu", no original) e em ataques de longo alcance. Cada classe tem habilidades específicas: a utilização de armaduras e armas não são limitadas por classes, permitindo que um Mago foque em ataques corpo a corpo como um Guerreiro.
O Novato e seus aliados possuem uma variedade de ataques corpo a corpo, de longo alcance e mágicos. Pontos de experiência adquiridos após se completar tarefas e vencer batalhas permitem que o Novato suba de nível, desbloqueando novas habilidades e melhorias como aumentar o número de inimigos atingidos por um ataque ou aumentar a quantidade de dano infligido. A magia é representada pela habilidade do personagem de peidar: diferentes peidos são utilizados para realizar tarefas específicas. Por exemplo, o "Cheira-minha-mão" ("Cup-A-Spell", no original) permite ao jogador interagir com um objeto distante; o "Nagasaki" destrói bloqueios; o "Traque sorrateiro" ("Sneaky Squeaker") pode ser lançado para criar um som que distraia os inimigos. Os ataques podem ser aumentados com peidos se o jogador tiver energia mágica suficiente para tanto. Os ataques podem ser aumentados com peidos se o jogador tiver energia mágica suficiente.
O jogador tem acesso a habilidades desbloqueáveis que podem abrir novos caminhos de exploração, como encolher para acessar pequenas áreas como respiradouros, teletransporte que permite ao jogador alcançar plataformas que são quase inacessíveis e peidos que desencadeiam uma explosão que derrota os inimigos próximos quando combinado com uma lança-chamas. Ações cometidas contra inimigos fora da batalha os afetam em combate; o jogador ou oponente que atacar primeiro para desencadear uma luta terá o primeiro turno na batalha. O combate ocorre em uma área de batalha separada do mundo de jogo aberto. As batalhas usam jogabilidade baseada em turnos e cada personagem joga um turno para atacar ou defender antes de ceder ao próximo personagem.
Durante a vez do jogador, uma roda radial listando as opções disponíveis - ataques corpo a corpo básicos baseados em classe, ataques especiais, ataques de longo alcance e itens de suporte - aparecem. Ataques básicos são usados para atingir inimigos sem armadura e usar escudos; ataques pesados enfraquecem os inimigos que estão blindados. Um ícone piscando na tela indica que os ataques ou bloqueios podem ser aprimorados para infligir mais danos ou mitigar os ataques recebidos de forma mais eficaz. Cada ataque especial custa uma quantidade definida de "Pontos de Poder" (PP, no original Power Points) para ser ativado. Apenas um membro do grupo pode se juntar ao jogador na batalha. Certos personagens, como Tuong Lu Kim, Sr. Hankey, Jesus, e o Senhor Escravo podem ser convocados durante a batalha para desferir um ataque poderoso capaz de derrotar vários inimigos simultaneamente; Jesus dispara tiros destrutivos, enquanto o Sr. Escravo enfia um inimigo em seu ânus, assustando seus aliados.
Um item de suporte pode ser usado a cada turno, incluindo itens que restauram a saúde ou fornecem efeitos de status benéficos que melhoram as habilidades do personagem.  Armas e armaduras podem ser aprimoradas usando "tiros" opcionais, como dentes falsos de vampiro, chiclete, ou uma garra de Leopardo. Esses itens podem causar sangramento e perda de saúde nos inimigos, enfraquecer a defesa inimiga, aumentar a saúde do jogador ou roubar a saúde dos oponentes e causar repulsa nos inimigos para torná-los "enojados" e fazê-los vomitar. Além disso, os "strap-ons" podem incendiar os oponentes, eletrocutá-los, ou congelá-los mais, alguns inimigos são imunes a esse efeito. Os inimigos podem se desviar de certos ataques inteiramente; aqueles em uma postura de resposta desviarão qualquer ataque corpo a corpo, exigindo o uso de armas de longo alcance, enquanto aqueles em postura de reflexão desviarão de armas de longo alcance.
O jogador é encorajado a explorar o mundo do jogo para encontrar brinquedos apelidados de Chinpokomon, uma paródia à franquia Pokémon, ou novos amigos que são adicionados à página do personagem no Facebook. Fazer selfies com os personagens permite ao jogador desbloquear regalias que melhoram permanentemente as estatísticas de New kid, fornecendo dano extra ou resistência a efeitos negativos. A página do personagem no Facebook também serve como o menu principal do jogo, contendo o inventário e um diário de missão. The Stick of Truth apresenta vários minigames, incluindo um de defecar apertando repetidamente em um botão e que recompensa o jogador com fezes que podem ser jogadas nos inimigos para desencadear o efeito "nojento", podendo realizar um aborto e/ou usar uma sonda anal. Algumas dessas cenas estão ausentes em algumas versões do jogo em razão de censura sofrida por The Stick of Truth em certas regiões.

## Sinopse

### Configuração
South Park: The Stick of Truth se passa na cidade fictícia de South Park nas Montanhas Rochosas do Colorado. O personagem principal, a quem o jogador controla, é o "Novato" - também apelidado de "Babaca" (Douchebag, no original) - um protagonista silencioso com um passado ainda não revelado. Fazendo amizade com as crianças locais, ele se envolve em uma brincadeira de um RPG de fantasia épico com bruxos e guerreiros lutando pelo controle de um galho que possui poder ilimitado.
Os humanos, liderados pelo Cartman bruxo-rei fazem sua casa no Reino de Kupa Keep, um acampamento improvisado construído no quintal de Cartman; entre eles estão o paladino Butters, o ladrão Craig, Clyde, o clérigo Token, Tweek e Kenny, que participa da brincadeira vestido de princesa.  Os rivais dos humanos são os elfos negros (drow elfs, no original), que vivem no reino dos elfos que é o quintal de seu líder,
</ref> O Rei Judeu elfo Kyle; eles também incluem o guerreiro Stan e Jimmy, o bardo. Os rapazes vão conduzir o seu jogo ao longo da cidade, a floresta que circula a cidade, e até mesmo para o Canadá (representada no game como um mapa de RPG pixelizado de 16 bits). Locais da série da TV, como South Park Elementary, South Park Mall, Bijou Cinema, restaurante City Wok e Tweek Bros Coffeehouse, são apresentados no jogo.

### Enredo
Um garoto misterioso mudou-se com seus pais para South Park para escapar de seu passado esquecido. Ele rapidamente se alia a Butters, a Princesa Kenny e seu líder Cartman. Apelidado de "Babaca", o personagem é apresentado ao cobiçado Cajado da Verdade. Pouco tempo depois, os elfos atacam Kupa Keep e pegam o Cajado. Cartman expulsa Clyde do grupo por não conseguir defender o Cajado dos elfos. Com a ajuda dos melhores guerreiros de Cartman, o Novato recupera o Cajado de Jimmy. Naquela noite, Novato e vários residentes da cidade são abduzidos por alienígenas. O Novato escapa de seu confinamento com a ajuda do pai de Stan, Randy, e joga a nave alienígena no shopping da cidade.
Pela manhã, o local da queda do OVNI foi fechado pelo governo, que divulgou uma falsa história afirmando que um Taco Bell está sendo construído para encobrir a queda do OVNI. O Novato visita Kupa Keep e descobre que o Cajado foi novamente roubado pelos elfos. Cartman e Kyle incumbem o personagem de recrutar as crianças góticas para seus respectivos lados, cada um alegando que o outro tem o Cajado. Randy concorda em ajudar o Novato a recrutar os góticos depois que ele se infiltra no local do acidente e descobre que agentes do governo estão planejando explodir a cidade para destruir uma gosma alienígena liberada da nave. A gosma transforma criaturas vivas em zumbis nazistas no estilo de  Adolf Hitler; uma pessoa infectada escapa da contenção do governo, liberando o vírus em South Park.
Desesperado, o Novato é instruído a convidar as meninas para brincar. Eles concordam em se juntar depois que o personagem se infiltra em uma clínica de aborto e viaja pelo Canadá para descobrir qual de seus amigos estão espalhando fofocas. Ladeados pelas meninas, piratas do jardim de infância e jogadores de RPG de Star Trek, os humanos e elfos atacam a torre escura de Clyde. Randy chega e revela que os agentes do governo plantaram um dispositivo nuclear no ânus do Senhor Escravo para explodir South Park, forçando o Novato a encolher e entrar no Senhor Escravo para desarmar a bomba.Depois de sair do Senhor Escravo, o Novato finalmente confronta Clyde e é forçado a lutar contra o personagem Chef, transformado em um zumbi nazista. Com Chef derrotado, Clyde decide que não está mais jogando e Cartman o chuta da torre.
Os agentes do governo chegam, revelando que o Novato se escondeu para escapar deles por causa de sua capacidade de fazer amigos rapidamente nas redes sociais como o Facebook, que o governo queria usar para seus próprios fins. Aprendendo sobre o suposto poder do Cajado, o chefe da agência o pega e barganha com o personagem para ajudá-lo a usá-lo. O Novato recusa a proposta, mas a Princesa Kenny trai o grupo, usa o Cajado para combatê-los e se infecta com o vírus zumbi-nazista. Incapaz de derrotar a Princesa Zumbi Nazista Kenny, Cartman diz ao Novato para quebrar sua regra sagrada peidando nas bolas de Kenny, o que ele faz. A explosão resultante derrota Kenny e cura a cidade do vírus. No epílogo, quando South Park é reconstruído, o grupo recupera o Cajado da Verdade; eles decidem que seu poder é grande demais para qualquer pessoa segurá-lo e jogam-o no lago Stark.

## Desenvolvimento

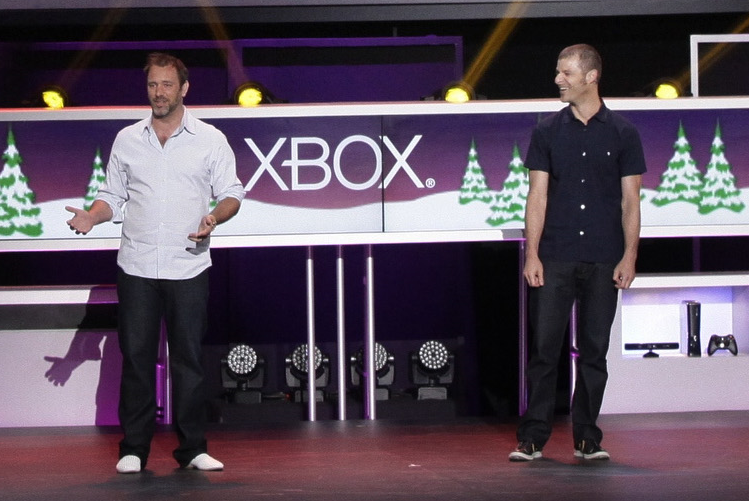
Os criadores de South Park, Trey Parker (à esquerda) e Matt Stone discutindo o jogo durante a Electronic Entertainment Expo de 2012. A dupla estava diretamente envolvida com o desenvolvimento de The Stick of Truth para manter a autenticidade do jogo, já que não se sentiam confortáveis aos jogos anteriores da série.

O desenvolvimento de South Park: The Stick of Truth levou quatro anos, começando em 2009 quando os co-criadores de South Park, Trey Parker e Matt Stone, contataram a Obsidian Entertainment para realizar seu desejo de fazer um jogo de South Park. Parker, um fã de jogos Obsidian, incluindo Fallout: New Vegas (2010), queria criar um RPG, um gênero que ele e Stone gostavam desde a infância. Parker e Stone insistiram que o jogo deve ser idêntico ao estilo visual do programa. O conceito original de Parker era para um South Park versão RPG de fantasia do The Elder Scrolls V: Skyrim (2011), e ele estimou que o primeiro roteiro que produziu tinha umas 500 páginas. Embora a série já tinha antes inspirado vários jogos licenciados, como South Park (1998) e South Park Rally (1999), Parker e Stone não estiveram envolvidos no desenvolvimento desses jogos e posteriormente criticaram a qualidade deles. A reação negativa para esses jogos tornou a dupla bastante protetora de sua propriedade e levou a um maior envolvimento em The Stick of truth; eles recusaram vários pedidos de licença da série para novos videogames.
Stone e Parker trabalharam em extrema colaboração com a Obsidian no projeto, às vezes tendo reuniões de duas a três horas em quatro dias consecutivos. Eles trabalharam com a Obsidian até duas semanas antes do jogo ser lançado. Seu envolvimento se estendeu além da contribuição criativa; sua empresa inicialmente financiou o jogo, acreditando que um jogo baseado no polêmico programa de televisão teria dificuldades para receber apoio financeiro de patrocinadores sem que eles colocassem restrições ao conteúdo para torná-lo mais comercializável. O financiamento inicial foi destinado a permitir que a Obsidian desenvolvesse o suficiente do jogo para mostrar um conceito mais completo para editores em potencial. Em dezembro de 2011, a THQ anunciou que iria trabalhar com Obsidian em South Park: The Game, como era então conhecido. Esta parceria evoluiu para um acordo de publicação depois que a Viacom, proprietária de South Park, passou a se preocupar com os videogames, cortando seu financiamento. A Obsidian estava ciente quando assinou com a THQ que esta estava passando por dificuldades financeiras.
Em março de 2012, a Microsoft cancelou o próximo projeto do Obsidian para o Xbox One, chamado "Carolina do Norte", após sete meses de desenvolvimento, resultando na demissão de 20 a 30 funcionários, incluindo membros da equipe Stick of Truth. Em maio de 2012, o título final do jogo foi anunciado. Em dezembro de 2012, a THQ entrou com pedido de concordata, capítulo 11, após sofrer várias falhas no lançamento do produto. The Stick of Truth permaneceu dentro do cronograma enquanto a THQ tentava usar o período de falência para reestruturar e retornar seus negócios ao lucro, mas a empresa não conseguiu encontrar um comprador e um tribunal de Delaware determinou que a THQ valia mais se seus ativos fossem vendidos individualmente.
Os direitos de The Stick of Truth foram leiloados no final de dezembro de 2012; Obsidian não foi informada da venda até que o leilão foi anunciado. South Park Digital Studios apresentou uma rejeição ao leilão, afirmando que a THQ não tinha autoridade para vender os direitos de publicação e que a THQ havia recebido o uso exclusivo de marcas comerciais e direitos autorais específicos de South Park. South Park Digital também argumentou que mesmo se os direitos fossem vendidos, a THQ ainda deveria a eles US $ 2,27 milhões e que eles tinham a opção de recuperar todos os elementos do jogo e criações relacionadas a South Park. A THQ solicitou que o tribunal rejeitasse a South Park Digital, declarando que seus direitos eram exclusivos e, portanto, transferíveis. Em 24 de janeiro de 2013, o tribunal dos Estados Unidos aprovou a venda dos ativos da THQ, incluindo The Stick of Truth.
Os direitos foram comprados pela Ubisoft por US $ 3,2 milhões. Em três semanas, eles decidiram que o jogo precisava de algumas mudanças significativas, adiando sua data de lançamento em seis meses, até março de 2014. Parker e Stone, com a contribuição de um consultor criativo da Ubisoft, concluíram que sua visão original demoraria muito e seria muito caro para produzir. Em uma entrevista de 2014, o líder do Obsidian Feargus Urquhart disse que não poderia comentar sobre as mudanças que foram feitas após o envolvimento da Ubisoft. South Park: The Stick of Truth foi oficialmente lançado para as lojas em 12 de fevereiro de 2014. Após o lançamento, Stone disse que o trabalho deles na criação do jogo teve muito mais envolvimento do que a dupla havia previsto. Ele disse: "Admito o fato de que reformulamos coisas que não gostamos e trabalhamos no jogo por mais tempo do que outras pessoas gostariam que fizéssemos".

### Design
Durante as primeiras discussões com a Obsidian, Parker e Stone foram inflexíveis que o jogo deveria replicar fielmente os visuais do estilo de 2D únicos da série, que são baseados em uma  animação de recortes de papel. Obsidian forneceu ideias de como eles poderiam alcançar a aparência de South Park; Stone e Parker ficaram satisfeitos com isso. A série é animada usando o Autodesk Maya, mas a Obsidian produziu os personagens e animações do jogo no Adobe Flash. Skyrim foi a influência inicial do jogo e sua inspiração adicional veio do RPG EarthBound de 1995. Parker e Stone disseram que os visuais 2D/3D combinados de Paper Mario e o protagonista silencioso Link da franquia The Legend of Zelda também forneceram inspiração para o design do videogame. Os trajes e classes dos personagens foram retirados de um episódio  de South Park lançado em 2002 chamado: "The Return of the Fellowship of the Ring to the Two Towers". Os dubladores da série foram chamados para dublar também o jogo, e a Obsidian foi dado acesso a South Park recursos de áudios, incluindo efeitos sonoros, músicas e o compositor da sitcom Jamie Dunlap.

Descrevendo o roteiro do jogo como um típico episódio de comédia da série no qual linhas de diálogo podem ser ouvidas repetidamente e que piadas podem parecer sem graça se repetidas constantemente (caso o jogador jogar mais de uma vez), Stone disse:
Escrevemos piadas e as piadas são engraçadas. Com um jogo, a quarta, quinta, sexta, 80, 100 milionésima vez que você vê aquela piada, ela fica sem graça, então você perde a fé nela, e a questiona, e você contorna esse círculo emocional ... Sempre gostamos um pouco mais de coisas recém-assadas, mas, com um videogame, não funciona assim. Mas o jogo não é apenas uma coleção de cenas engraçadas de South Park, espero que seja mais do que isso.

Como o seriado, The Stick of Truth satiriza questões políticas e sociais, incluindo aborto, relações raciais, vício em drogas, sexo casual, violência extrema e pobreza. O consultor criativo; Jordan Thomas disse: "A forma como olhamos [humor] foi se este momento fosse um botão quente para o público, devemos torná-lo pior, porque [Stone e Parker] amam ultrapassar os limites e sua resposta padrão definitivamente não foi para recuar, mas o contrapeso realmente saudável era, podemos torná-lo mais engraçado - e a resposta muitas vezes era sim".
O jogo passou por várias mudanças durante seu desenvolvimento. Enquanto o jogo final apresenta quatro tipos de personagens jogáveis (Lutador, ladrão e Mago), uma versão inicial apresentava cinco classes jogáveis: Paladino, feiticeiro, vampiro e Aventureiro. Este último foi descrito como um cruzamento entre um Monge com um Paladino, que é de "alto risco, alta recompensa" e se torna mais forte quando você estiver mais próximo de situações de quase morte. O jogo incluiu outros inimigos e locais, incluindo crianças vampiras que lutarão contra o jogador em um cemitério e uma igreja, hippies, uma missão para recuperar a boneca de Cartman das crianças Ginger e lutas de chefe contra um grande monstro alado, e a celebridade Paris Hilton com seu ataque principal sendo chamado de "vag blast" (explosão vag). O "The Crab People" (povo caranguejo) era pra ter um papel maior e antes compartilhava uma zona que foi habitada por militares onde agora vivem os Gnomos de Cuecas - apenas um integrante aparece no jogo final - e o Sr. Hankey e sua família viviam em uma grande vila com tema natalino que se tornou uma pequena casa nos esgotos da cidade. Urquhart disse mais tarde que, quando o desenvolvimento começou, os videogames eram menos protegidos pelas leis de liberdade de expressão do que outras mídias, temendo que o videogame fosse um fracasso restringiram o conteúdo que poderia ser incluído em The Stick of Truth.

## Lançamento
South Park: The Stick of Truth foi lançado na América do Norte em 4 de março de 2014, para PlayStation 3, Xbox 360 e Microsoft Windows. Foi lançado em 6 de março na Austrália e em 7 de março na Europa. O jogo estava inicialmente programado para ser lançado em 5 de março de 2013, mas a data foi adiada em dois meses pela então produtora THQ. Após a THQ ter apresentado pedido de falência em janeiro de 2013, a Ubisoft comprou os direitos de publicar o jogo e não especificou uma data de lançamento. Em maio de 2013, a Ubisoft confirmou o lançamento no mesmo ano, e em setembro anunciou que The Stick of Truth seria lançado em dezembro. Um mês depois, em outubro, a data de lançamento foi novamente adiada até março de 2014. O jogo estava programado para ser lançado em 6 de março de 2014 na Alemanha e na Áustria, mas o lançamento foi atrasado durante sua localização após ser descoberto que o jogo continha referências nazistas. A versão digital de The Stick of Truth foi lançada em 13 de junho de 2016 para o PlayStation 4, Xbox One e Steam. Inicialmente, as versões dos consoles foram oferecidas como um complemento gratuito para aqueles que comprassem antecipadamente a sequência do jogo, The Fractured but Whole. Uma versão autônoma, em formato digital e físico, só seria lançada em 13 de janeiro de 2018. A versão do Nintendo Switch, disponível apenas digitalmente, foi lançada em 25 de setembro de 2018.
Junto do lançamento, foi também oferecida uma edição de colecionador, chamada de "Grand Wizard Edition", contendo o jogo, um boneco de 6 polegadas (15cm) do Grande Mago Cartman, um mapa do Reino de South Park, e a expansão Ultimate Fellowship. A expansão continha quatro roupas com diferentes habilidades; a roupa Necromancer Sorcerer proporciona um incremento no dano por fogo, a Rogue Assassin premia o jogador com dinheiro extra, a Ranger Elf aumenta o dano das armas, e a Holy Defender aumenta a defesa. Além do Ultimate Fellowship, outra expansão, de nome Super Samurai Spaceman, oferecia três roupas adicionais; a fantasia Superhero proporciona um impulso no início das batalhas, a fantasia de Samurai ao derrotar um inimigo, e a fantasia Spaceman proporciona um escudo defensivo.
Em novembro e dezembro de 2013, a série de TV South Park anunciou uma trilogia de episódios baseada na Black friday, apresentado uma narrativa pré-sequencial ao jogo que mostrava os personagens vestindo roupas e atuando em papéis similares aos do jogo. Os episódios satirizaram o tempo de desenvolvimento de The Stick of Truth; no episódio "Black Friday" Cartman aconselha Kyle a "não comprar antecipadamente o jogo que uns imbecis na Califórnia ainda não tinham terminado de fazer", se referindo a Osbidian, desenvolvedora do jogo com sede na Califórnia. Já o episódio "Titties and Dragons" é finalizado com uma propaganda anunciando a data de lançamento do jogo, acompanhada por Butters declarando seu ceticismo. Discutindo "Black Friday", a IGN
afirmou que o episódio "deu a impressão de ser um prévia do jogo", e que fora um bom marketing à luz dos inúmeros atrasos de lançamento.